# Anton Hammel

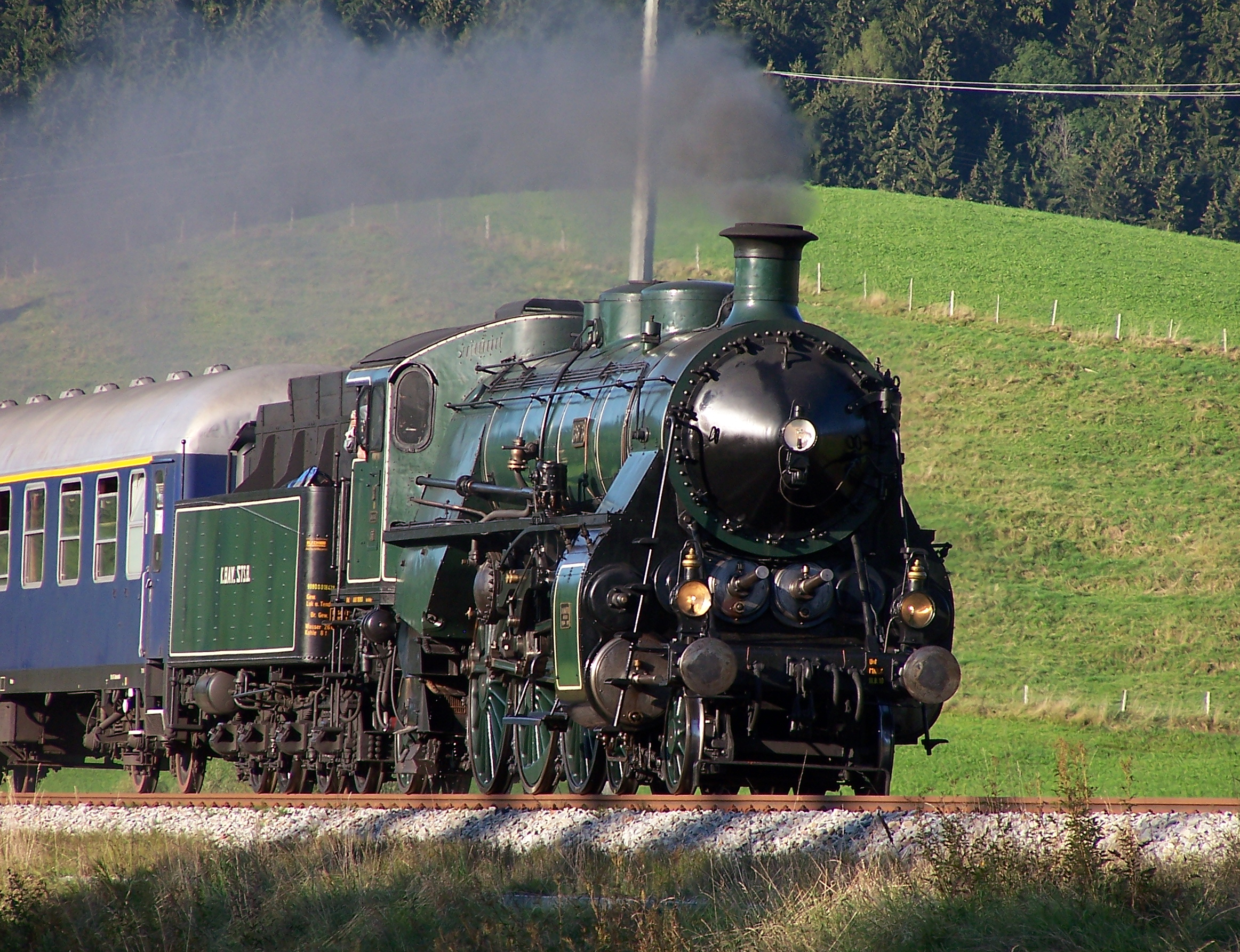
Von Anton Hammel konstruierte bayerische S 3/6

Anton Hammel (* 26. Mai 1857 in München; † 27. März 1925 ebenda) war ein deutscher Lokomotivbauingenieur.

## Werdegang
Hammel besuchte die Gewerbe- und Industrieschule in München und trat 1875 in die Lokomotivfabrik J.A. Maffei ein. Dort stieg er vom Konstrukteur zum leitenden Direktor auf. Diese Funktion nahm er bis zu seinem Tod 1925 wahr. Seine Konstruktionen begründeten den Weltruf des Unternehmens.
Für die Gotthardbahn entwickelte er 1882 eine schwere, vierfach gekuppelte, 1890 eine sechsfach gekuppelte Gelenklokomotive. Die bekanntesten Konstruktionen Hammels waren die nach amerikanischen Bauprinzipien mit Vierzylinder-Verbundtriebwerk und Barrenrahmen entworfenen Schnellzuglokomotiven. Die Bayerische S 2/6 stellte 1907 mit 154 km/h den bis 1936 gültigen Weltrekord für Dampflokomotiven auf. Sie war Vorbild für die ersten deutschen Pacifics der badischen Baureihe IVf sowie die 1908 erstmals hergestellte Bayerische S 3/6, die als letzte bayerische Schnellzuglokomotive bis in die 1960er Jahre eingesetzt wurde. Auch die Bayerische Gt 2×4/4, die schwerste bayerische Tenderlokomotive, wurde von Maffei unter Hammels Leitung gebaut.

## Ehrungen
- 2011: Benennung der Anton-Hammel-Straße in München[2] ⊙